# Richmond híd
A Richmond híd a tasmaniai Richmondban található, Hobarttól 25 kilométerre északra. Ez a legöregebb híd Ausztráliában, amelyet jelenleg is használnak.
Az alapkövet 1823. december 11-én rakták le. A híd eredeti neve Bigge's híd volt. 2005-ben kiemelkedő történelmi emlékhelynek nyilvánították és felvették az Ausztrál Nemzeti Védettségi Listára.

## Konstrukció
A hidat fegyencek által kivájt homokkőből építették, amelyet a közeli Butchers Hillből hoztak. Négy tartópillére van.

## Fordítás
Ez a szócikk részben vagy egészben  a   Richmond Bridge, Tasmania című angol Wikipédia-szócikk ezen változatának fordításán alapul.  Az eredeti cikk szerkesztőit annak laptörténete sorolja fel. Ez a jelzés csupán a megfogalmazás eredetét és a szerzői jogokat jelzi, nem szolgál a cikkben szereplő információk forrásmegjelöléseként.

## Külső hivatkozások
- www.discovertasmania.com.au (angolul)
- www.tco.asn.au (angolul)
- Ausztrál Nemzeti Védettségi Lista (angolul)